# Aranđelovac
Aranđelovac (en serbe cyrillique : Аранђеловац) est une ville et une municipalité de Serbie situées dans le district de Šumadija. Au recensement de 2011, la ville comptait 24 580 habitants et la municipalité dont elle est le centre 46 079.
La station thermale de Bukovička Banja se trouve dans la municipalité d'Aranđelovac.

## Géographie
Aranđelovac est située à 76 km de Belgrade. La ville est entourée par les monts Bukulja et Venčac.

## Histoire
Le prince Miloš Obrenović résida souvent à Bukovička Banja. En 1858, il décida de construire dans le village de Vrbica une église dédiée à l’Archange Saint-Gabriel et de réunir les villages de Vrbica et de Bukovik pour former la ville d’Aranđelovac (« la ville de l’Archange »).
La municipalité d’Aranđelovac joua un rôle important dans l’histoire. Le 15 février 1804, c’est dans le village d’Orašac, situé à 6 km de la ville, que commença le premier soulèvement serbe contre les Ottomans sous la direction de Karageorges. Cette date est célébrée comme celle de la naissance de l’État serbe moderne.

## Localités de la municipalité d'Aranđelovac

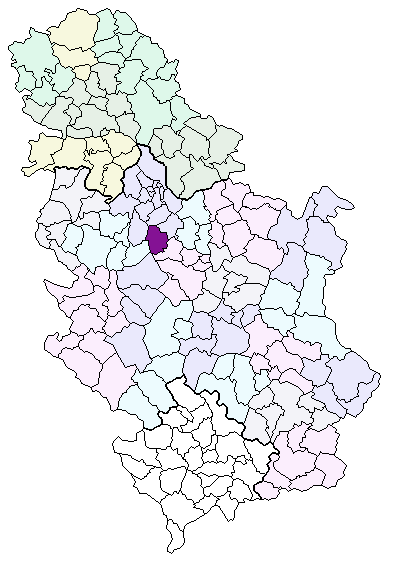
Localisation de la municipalité d'Aranđelovac en Serbie

La municipalité d'Aranđelovac compte 19 localités :
| - Aranđelovac - Banja - Bosuta - Brezovac - Bukovik - Venčane - Vrbica - Vukosavci - Garaši - Gornja Trešnjevica | - Darosava - Jelovik - Kopljare - Misača - Orašac - Progoreoci - Ranilović - Stojnik - Tulež |

Aranđelovac est officiellement classée parmi les« localités urbaines » (en serbe : градско насеље et gradsko naselje) ; toutes les autres localités sont considérées comme des « villages » (село/selo).

## Démographie

### Localité

#### Évolution historique de la population dans la ville
| 1948  | 1953  | 1961  | 1971   | 1981   | 1991   | 2002   | 2011   |
| ----- | ----- | ----- | ------ | ------ | ------ | ------ | ------ |
| 4 278 | 6 368 | 9 837 | 15 545 | 21 379 | 23 750 | 24 309 | 24 580 |

## Politique
À la suite des élections locales serbes de 2008, les 41 sièges de l'assemblée municipale d'Aranđelovac se répartissaient de la manière suivante :
| Parti                                          | Sièges |
| ---------------------------------------------- | ------ |
| Parti radical serbe                            | 14     |
| Pour une Serbie européenne                     | 12     |
| Parti démocratique de Serbie - Nouvelle Serbie | 7      |
| Parti socialiste de Serbie et alliés           | 6      |
| Autres                                         | 2      |

Radosav Švabić, membre du Parti radical serbe de Vojislav Šešelj, a été réélu président (maire) de la municipalité d'Aranđelovac.

## Tourisme

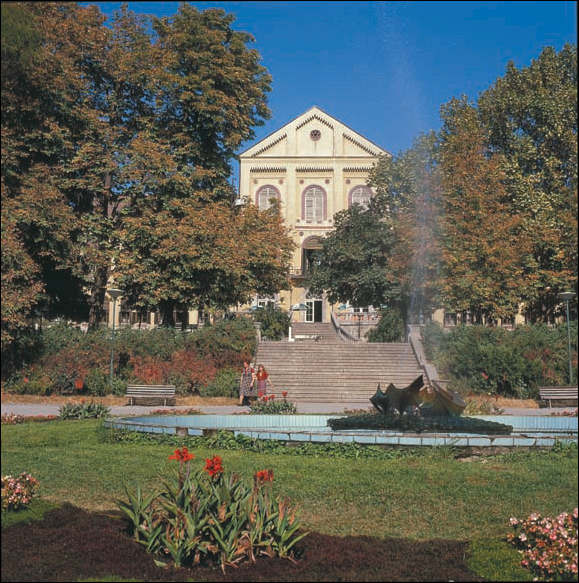
Le parc de Bukovička Banja à Aranđelovac

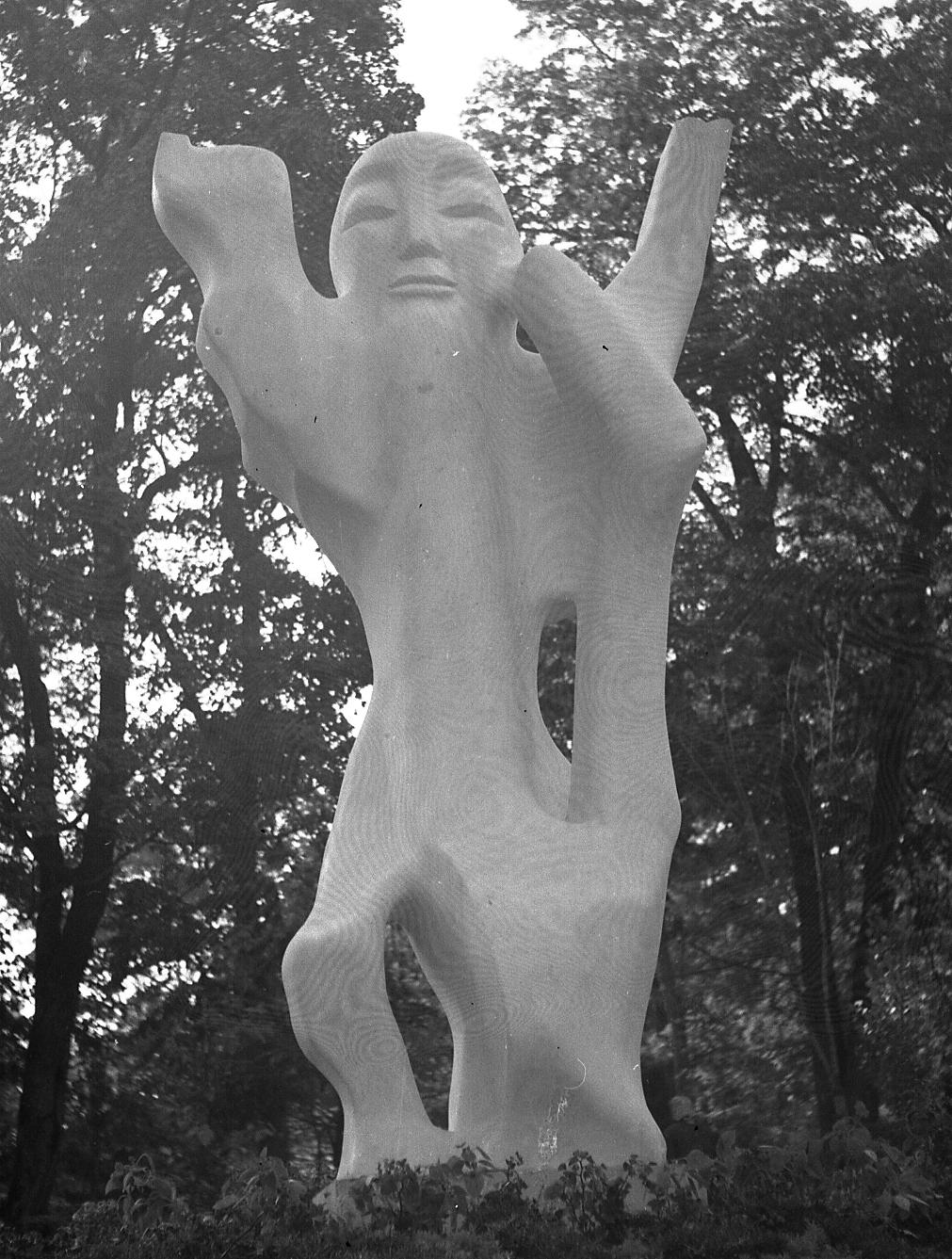
Moïse ou la victoire de la lumière de Shelomo Selinger

Aranđelovac est surtout réputée pour ses sources d’eau minérale, qui furent de grande utilité à l’écrivain Dositej Obradović en 1811. À la demande expresse de Miloš Obrenović, l’eau de Bukovik était transportée à la cour et, au début du XXe siècle, on commença à la mettre en bouteilles pour la commercialiser.
La ville possède le parc de Bukovička Banja qui s’étend sur plus de 21 ha. L’actuel hôtel Staro zdanje devait, à l’origine, servir de résidence d’été aux princes de la dynastie des Obrenović. Dans ce parc a été érigée en 1969 la sculpture Moïse ou la victoire de la lumière de Shelomo Selinger en marbre blanc, détruite par la foudre depuis cette époque.

## Économie
La plus importante entreprise d'Aranđelovac est la société Knjaz Miloš, qui propose de l'eau minérale, des jus de fruit et des boissons énergétiques. La holding Šamot, produit des matériaux à haute température et exploite des minerais, tandis que la société Elektroporcelan produit des céramiques pour l'isolation électrique, ainsi que d'autre isolants.

## Coopération internationale
Aranđelovac a signé des accords de partenariat avec les villes suivantes :
- Filipi (Grèce)
- Han Pijesak (Bosnie-Herzégovine)
- Turčijanske Teplice (Slovaquie)